# 1943 في سوريا
فيما يلي قوائم الأحداث التي وقعت خلال عام 1943 في سوريا.

## سياسة

### تعيين في المنصب
- 19 أغسطس – سعد الله الجابري رئيس وزراء سوريا.

## مواليد

### يناير
- 1 يناير – تيسير قلا عواد
- 1 يناير – جورج سومي سياسي سوري.

### فبراير
- 4 فبراير – فواز علبي مهندس سوري.

## وفيات

### يناير
- 17 يناير – تاج الدين الحسني (مواليد 1885) سياسي سوري.